# Sternotomis caillaudi
Sternotomis caillaudi är en skalbaggsart som beskrevs av Louis Alexandre Auguste Chevrolat 1844. Sternotomis caillaudi ingår i släktet Sternotomis och familjen långhorningar. Inga underarter finns listade i Catalogue of Life.